# Tambovsky (huyện của Amur)
Huyện Tambovsky (tiếng Nga: ? райо́н) là một huyện hành chính tự quản (raion), của Tỉnh Amur, Nga. Huyện có diện tích 2399 kilômét vuông, dân số thời điểm ngày 1 tháng 1 năm 2000 là 25200 người. Trung tâm của huyện đóng ở Tambovka.